# Rubielos de la Cérida
Rubielos de la Cérida ist ein Ort und eine Gemeinde (municipio) mit nur noch 26 Einwohnern (Stand: 2024) im äußersten Norden der Provinz Teruel in der autonomen Region Aragonien im östlichen Zentrum von Spanien. Die Gemeinde gehört zur bevölkerungsarmen Serranía Celtibérica.

## Lage und Klima
Rubielos de la Cérida liegt in der Sierra de Cucalón in ca. 1240 m Höhe und ist ca. 50 km (Fahrtstrecke) in nördlicher Richtung von der Provinzhauptstadt Teruel entfernt.
Das Klima ist trotz der Höhenlage gemäßigt bis warm; Regen (ca. 504 mm/Jahr) fällt übers Jahr verteilt.

### Rubielos-de-la-Cérida-Becken
Nach dem Ort ist die zwischen der Ortschaft und Teruel gelegene geologische Formation benannt. Seit Beginn der 1990er Jahre wird diskutiert, ob die Struktur durch einen Meteoriteneinschlag („Impaktereignis“) zwischen 40 Millionen und 30 Millionen Jahre vor unserer Zeit entstanden ist.

## Bevölkerungsentwicklung
| Jahr      | 1970 | 1981 | 1991 | 2001 | 2011 | 2021 |
| Einwohner | 241  | 97   | 73   | 59   | 43   | 37   |

## Sehenswürdigkeiten
- Michaeliskirche
- Barbarakapelle